# Svarnas

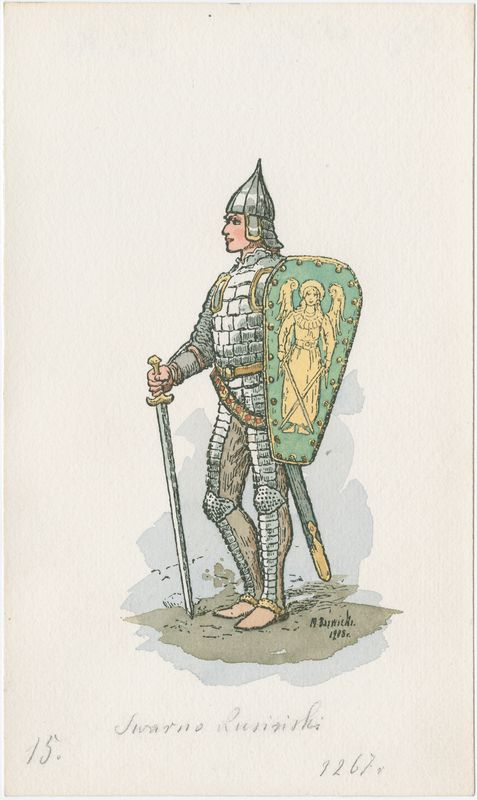
Svarn

Shvarn (ukrainisch Шварно Данилович Shvarno Danylovytsch, belarussisch Шварн Данілавіч, litauisch Švarnas; * circa 1230 Halytsch; † 1269 Cholm) - König Rus’ (1264–1269), war der Fürst von Halytsch und Cholm (1264–1269). Nach der Abdankung von Vaišelga 1267 wurde Svarnas auch Herrscher über das Großfürstentum Litauen von 1267 bis 1269.
Er war der jüngste Sohn des Königs Danylo und Bruder Leos I.
Über Svarnas Leben ist nur wenig bekannt. Er heiratete 1255 eine Tochter von Mindaugas I. und gehörte der orthodoxen Kirche an.